# Port lotniczy Saul
Port lotniczy Saül – piąty co do wielkości port lotniczy Gujany Francuskiej, zlokalizowany w miejscowości Saül.

## Linie lotnicze i połączenia

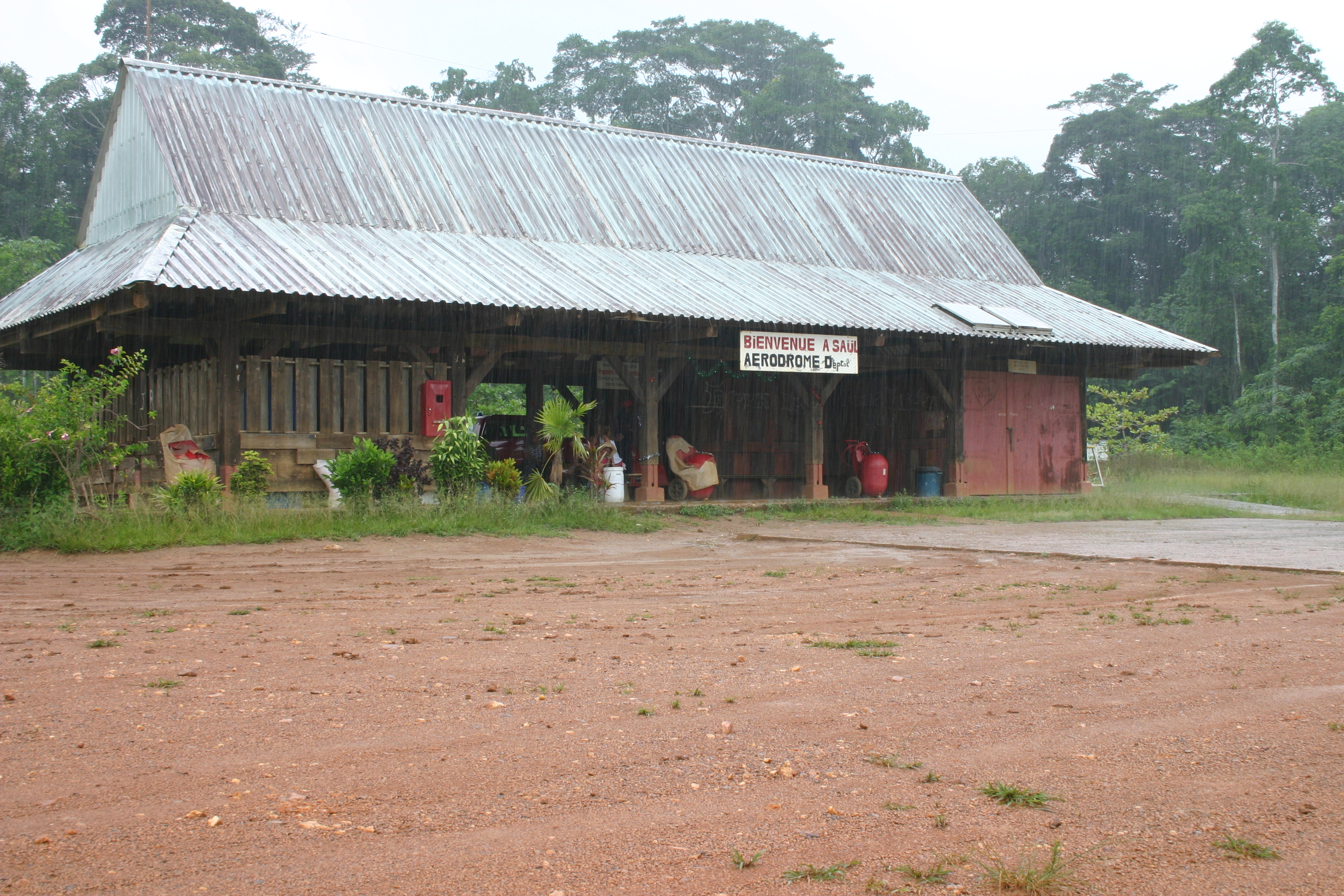
Saül

| Linia Lotnicza | Kierunek                  |
| -------------- | ------------------------- |
| Air Greenland  | 1. Kajenna 2. Maripasoula |